# Tara (Polinezja)
Tara – bogini morza w mitologii polinezyjskiej. Opisywana jako kobieta o długich falistych włosach, zjawiskowo piękna – do tego stopnia, że jej widok paraliżuje mężczyzn. Jej imieniem Maorysi nazywali miejsce, w którym obecnie znajduje się stolica Nowej Zelandii, Wellington – Whanga-Nui-a-Tara, czyli Wielka Zatoka Tary.